# Lilija Hrynewytsch

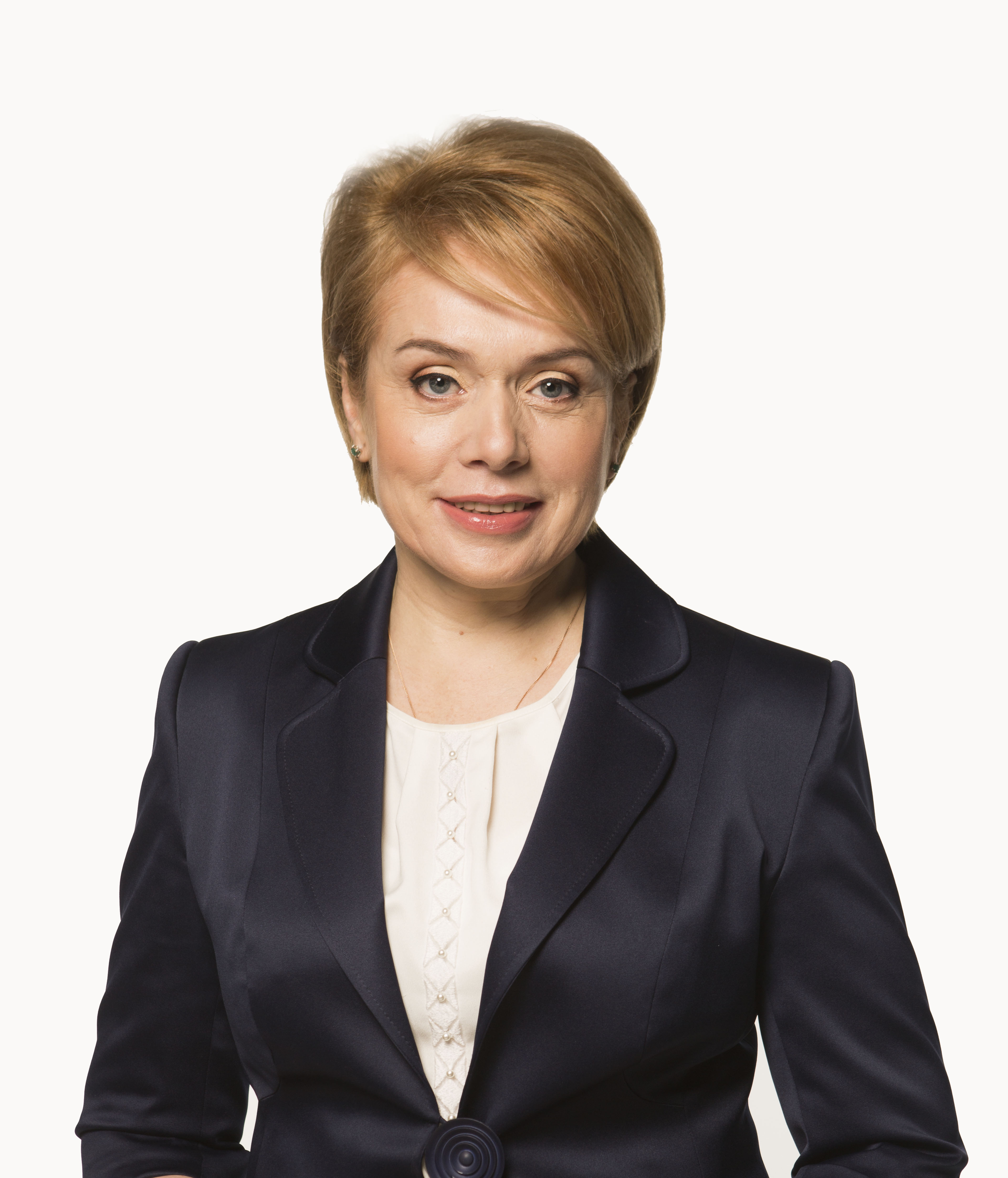

Lilija Mychailiwna Hrynewytsch (ukrainisch Лі́лія Миха́йлівна Грине́вич, * 13. Mai 1965 in Lwiw, Ukrainische SSR), ist eine ukrainische Lehrerin und Politikerin der Partei Volksfront. Von April 2016 bis zum 29. August 2019 war sie Ministerin für Wissenschaft und Bildung der Ukraine.

## Biografie
Lilija Hrynewytsch wurde am 13. Mai 1965 in Lwiw geboren. Von August bis November 1987 arbeitete sie als Laborantin an der Nationalen Iwan-Franko-Universität Lwiw. 1989 schloss sie dort ihr Studium der Biochemie ab. Von August 1988 bis September 1992 arbeitete sie als Biologielehrerin an einer Schule in Lwiw. 1993 absolvierte sie ihr BWL-Studium an der Nationalen Polytechnischen Universität Lwiw. Von August 1998 bis Juni 2002 war sie Direktorin einer Sonderschule in Lwiw. Bis Februar 2006 war sie Dozentin am Institut für Wirtschaft und Recht in Kiew. Von Februar bis August 2006 war sie Direktorin des ukrainischen Zentrums für Bildungsqualitätsbeurteilung in Kiew. Von Oktober 2006 bis August 2009 war sie die Leiterin der Bildungs- und Wissenschaftsabteilung der staatlichen Verwaltungsbehörde der Stadt Kiew.
Bei der Parlamentswahl in der Ukraine 2012 war Hrynewytsch auf Listenplatz 14 der Partei Allukrainische Vereinigung „Vaterland“ und wurde als Abgeordnete in die Werchowna Rada gewählt, wo sie zur Vorsitzenden des parlamentarischen Komitees für Bildung und Wissenschaft ernannt wurde.
Im Juni 2013 wurde Hrynewtsch zur stellvertretenden Parteichefin der Vaterlandspartei ernannt. Im selben Monat kritisierte sie die Pläne des ukrainischen Bildungsministeriums, Russisch als zweite Fremdsprache an Schulen einzuführen. Sie warf dem Ministerium vor, noch keine Bedingungen für eine qualitativ gute Lehre einer zweiten Fremdsprache geschaffen zu haben.
Bei der Parlamentswahl in der Ukraine 2014 war Hrynewytsch auf Listenplatz 9 der Partei Volksfront.
Vom 14. April 2016 bis zum 29. August 2019 war sie Ministerin für Wissenschaft und Bildung im Kabinett Hrojsman.